# Episodi di The Big C (quarta stagione)
La quarta (e ultima) stagione della serie televisiva The Big C, composta da 4 episodi ed intitolata Hereafter, è stata trasmessa in prima visione negli Stati Uniti d'America dal canale via cavo Showtime dal 29 aprile al 20 maggio 2013. 
In Italia è andata in onda dal 2 al 23 dicembre 2013 sul canale satellitare Fox Life.
| nº | Titolo originale           | Titolo italiano        | Prima TV USA   | Prima TV Italia  |
| -- | -------------------------- | ---------------------- | -------------- | ---------------- |
| 1  | Quality of Life            | Un compleanno speciale | 29 aprile 2013 | 2 dicembre 2013  |
| 2  | You Can't Take It with You | Sentirsi importante    | 6 maggio 2013  | 9 dicembre 2013  |
| 3  | Quality of Death           | Un gran sollievo       | 13 maggio 2013 | 16 dicembre 2013 |
| 4  | The Finale                 | Il finale              | 20 maggio 2013 | 23 dicembre 2013 |